# Андреас Ернст Етлінґер
Андреас Ернст Етлінґер (нім. Andreas Ernst Etlinger; 9  лютого 1756, Кульмбах, князівство Байройт — 26 червня 1785, там само) — німецький лікар і ботанік. Його офіційна абревіатура для ботанічного автора — Etl. 

## Життя
Етлінґер був сином Йоганна Леонарда з Кульмбаха. 21 квітня 1763 року, у віці семи років, Етлінґер вступив до ліцею в Кульмбаху, а в 1773 році почав вивчати медицину в Ерлянґенському університеті імені Фрідріха-Александера. Він завершив навчання в університеті, отримавши ступінь доктора у 1777 році, його робота була присвячена шавлії і її властивостям. Після цього Етлінґер працював лікарем загальної практики в Кульмбаху.
Рукопис Етлінґера зберігається в бібліотеці Німецького національного музею в Нюрнберзі.

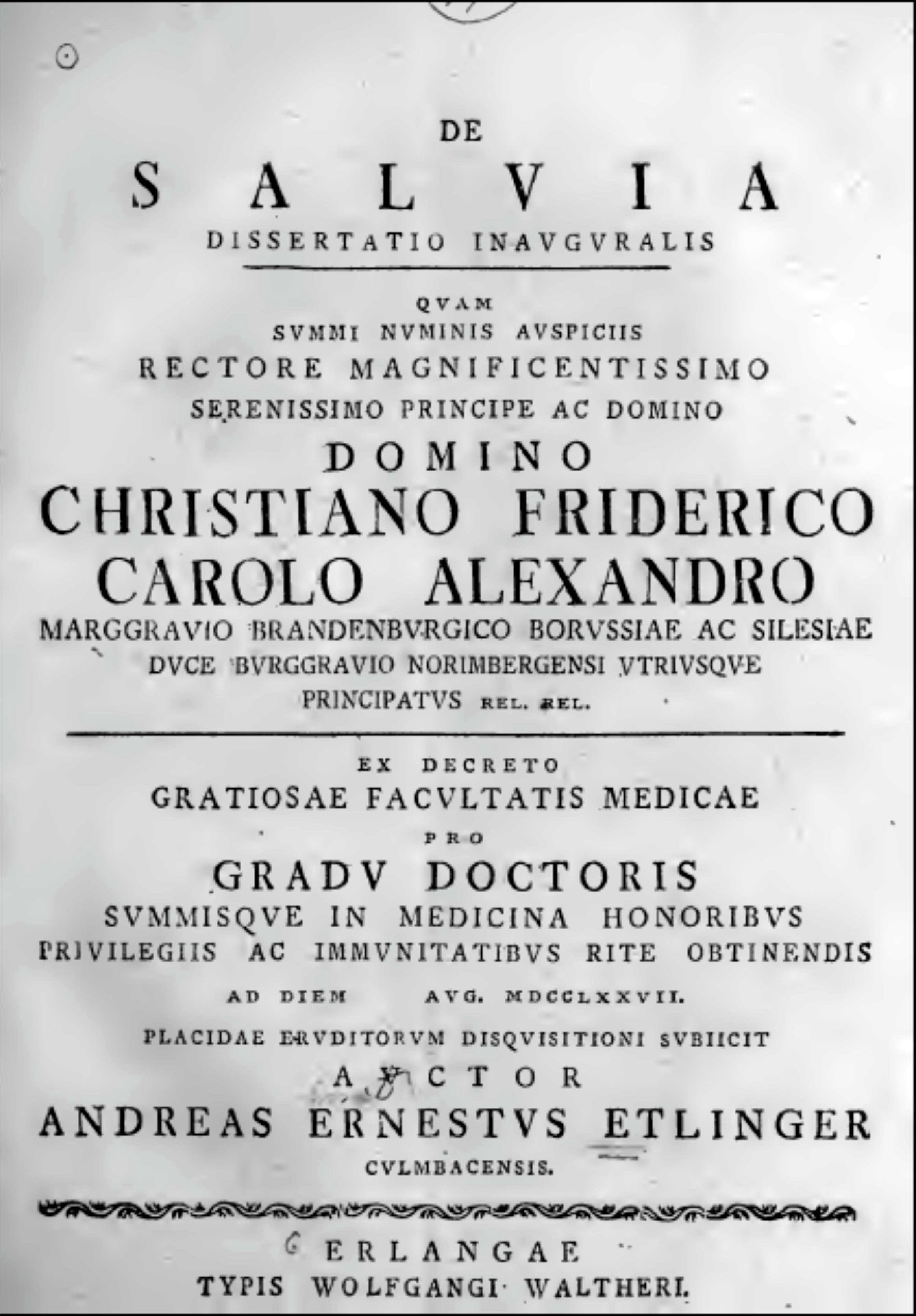
Вступна сторінка дисертації Андреаса Ернста Етлінґера в Ерлянґенському університеті в 1777 році

## Названо на честь ботаніка
На його честь Пауль Дітріх Ґізеке назвав рід рослин Etlingera  з родини імбирних (Zingiberaceae).

## Твори
- Andreas Ernestus Etlinger: De Salvia dissertatio inauguralis Erlangae 1777 doi:10.5962/bhl.title.69125

## Окремі посилання
1. ↑   Lotte Burkhardt: Verzeichnis eponymischer Pflanzennamen. Erweiterte Edition. Botanic Garden and Botanical Museum Berlin, Freie Universität Berlin, Berlin 2018.